# George Everest
Sir George Everest (ur. 4 lipca 1790 w Gwernvale Manor, zm. 1 grudnia 1866 w Greenwich) – walijski pułkownik, geodeta i geograf oraz główny geodeta Indii w latach 1830–1843.
Urodził się w Gwernvale Manor koło Crickhowell w Powys w Walii. Został ochrzczony w kościele St Alfege w Greenwich 27 stycznia 1791 roku. W 1806 roku przybył do Indii w ramach służby wojskowej. 
W 1818 roku został asystentem płk. Williama Lambtona w projekcie mierniczym Great Trigonometrical Survey w Indiach, a po jego śmieci w 1823 roku objął jego stanowisko. W latach 1830–1843 był głównym geodetą. 
Zmarł w Greenwich 1 grudnia 1866 roku. Został pochowany w kościele św. Andrzeja w Hove koło Brighton. 
Jego nazwiskiem (Mount Everest) nazwano najwyższy szczyt świata, Szczyt XV.

## Wymowa nazwiska
Wymowa nazwiska George'a Everesta jest niejednoznaczna i istnieją cztery wersje wymowy: najczęściej stosowana [ˈiv.rɪst], brytyjska [ˈɛ.və.rɪst], amerykańska [ˈɛ.və.rɨst] oraz spolszczona ['ɛ.vɛ.rɛst]